# Michael Hudson
Michael Hudson (nascido em 1939, Chicago, Illinois, EUA) é economista norte-americano, professor de economia na Universidade do Missouri do Kansas e pesquisador do Levy Economics Institute do Bard College. Ex-analista de Wall Street, é consultor político, comentarista e jornalista, além de colaborador do The Hudson Report, um podcast semanal de notícias econômicas e financeiras produzido pela Left Out. Na opinião de Paul Craig Roberts, Hudson é o melhor economista da atualidade.
Hudson formou-se na Universidade de Chicago (bacharelado em 1959) e na Universidade de Nova York (MA, 1965, PhD, 1968). Trabalhou como economista de balança de pagamentos no Chase Manhattan Bank (1964-1968). Foi professor assistente de economia na New School for Social Research, de 1969 a 1972, e,  de 1980 a 1990, trabalhou para várias organizações governamentais e não-governamentais como consultor econômico. Hudson estudou extensivamente teorias econômicas de muitas escolas, incluindo fisiocracia, economia política clássica (Adam Smith, Ricardo, Marx), neoclássica, keynesiana, pós-keynesiana, teoria monetária moderna e outras.
Dedicou toda a sua carreira científica ao estudo da dívida: tanto doméstica (empréstimos, hipotecas, pagamento de juros) e externa. Em suas obras, ele defende consistentemente a ideia de que empréstimos e dívidas exponencialmente crescentes que excedem os lucros da economia da esfera "real" são desastrosas tanto para o governo quanto para o povo do Estado mutuário: eles lavam dinheiro (indo para pagamentos a usurários e rentiers) do volume de negócios, não deixando-os para comprar bens e serviços, e, assim, levar a "deflação da dívida" da economia. Hudson observa que a teoria econômica existente (em particular, a Escola de Economia de Chicago) está a serviço de rentistas e financistas e desenvolveu uma linguagem especial projetada para criar a impressão de que o atual status quo não tem alternativa. Em uma teoria falsa, os ônus parasitários de uma economia real, em vez de serem deduzidos na contabilidade, se somam como um "acréscimo ao PIB" (Produto Interno Bruto) e são apresentados como "produtivos". Hudson vê a proteção do consumidor, o apoio estatal de projetos de infraestrutura e a taxação de setores rentáveis parasitários da economia, em vez de taxar os trabalhadores, como uma continuação da linha de economistas clássicos de hoje.

## Visão econômica
Hudson dedicou toda a sua carreira científica ao estudo da dívida: tanto da dívida doméstica (empréstimos, hipotecas, pagamento de juros) quanto da dívida externa. Em suas obras ele defende sistematicamente a ideia de que empréstimos e dívidas que crescem exponencialmente e que excedem os lucros da economia da esfera "real" são desastrosos tanto para o governo quanto para o povo do Estado mutuário: eles lavam dinheiro para pagamentos de rentistas, não deixando para comprar bens e serviços, e assim levar à "deflação da dívida" da economia.
Hudson aponta que a teoria econômica existente (em particular, a Escola de Chicago) está a serviço de rentistas e financistas e desenvolveu uma linguagem especial projetada para criar a impressão de que não há alternativas para o estado atual das coisas. Por essa teoria, os obstáculos parasitários de uma economia real, em vez de serem deduzidos na contabilidade, são adicionados como uma "adição ao PIB" (Produto Interno Bruto) e são apresentados como "produtivos". Hudson vê a proteção do consumidor, o apoio do Estado a projetos de infraestrutura e impostos para setores parasitários rentistas da economia como uma continuação atual da linha de economistas clássicos.

## Biografia

### Juventude

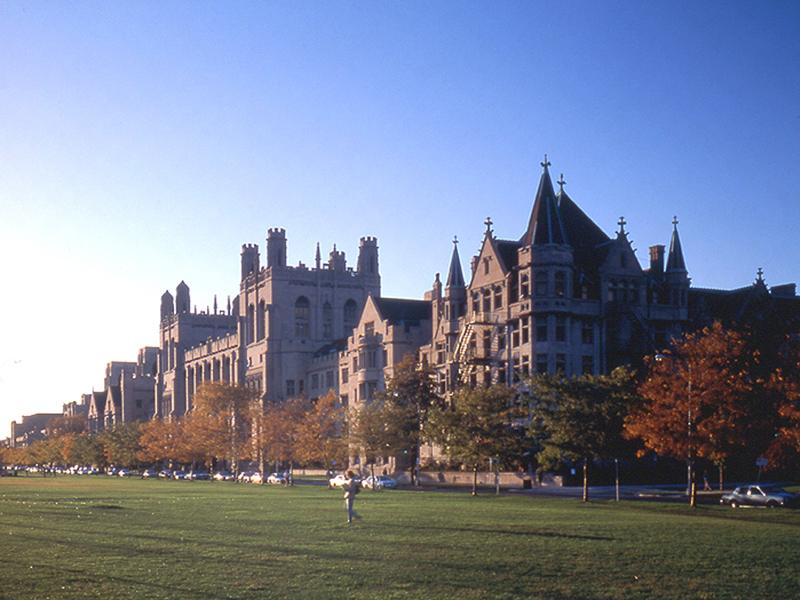
Hudson formou-se na Universidade de Chicago.

Michael Hudson é um americano de quinta geração, descendente por parte materna dos índios Ojibwa. Seu pai, Nathaniel Carlos Hudson (1908 - 2003) recebeu educação econômica na Universidade de Minnesota. Depois de completar seus estudos em 1929, o ano da Grande Depressão, Nathaniel se uniu ativamente à luta sindical, tornou-se um sindicalista trotskista ativo, editor do Noroeste Organizador e Organizador Industrial , e escreveu artigos para outras publicações sindicais. Quando Michael tinha apenas 2 anos de idade, seu pai foi preso por estar sujeito ao Smith Act, cujo objetivo era combater os trotskistas nos Estados Unidos.
Ele recebeu seu ensino primário e secundário em uma escola particular nas escolas de laboratório da Universidade de Chicago. Após a formatura, ele ingressou na Universidade de Chicago em duas especialidades: a principal delas era a filologia germânica e ele escolheu a história como uma adicional. Em 1959, Hudson se formou na Universidade com um diploma de bacharel. Após a formatura, ele trabalhou como assistente de Jeremy Kaplan na Free Press em Chicago. Ele conseguiu obter os direitos das edições inglesas das obras de Georg Lukács, bem como os direitos sobre os arquivos e obras de Leon Trotski após a morte de sua viúva, Natalia Sedova.
No entanto, o trabalho na editora não era interessante ou lucrativo e, como resultado, Hudson, que estudou música desde a infância, mudou-se para Nova York em 1960 com a esperança de se tornar um estudante do mundialmente famoso diretor Dimitri Mitrópoulos . Mas esses planos não devem ser feitos. Em Nova York, o amigo de Michael, Gavin McFadyen, apresentou-o ao pai de sua namorada, o economista Terence McCarthy. No primeiro encontro, McCarthy fascinou Hudson com sua descrição vívida da interconectividade interna dos ciclos naturais e financeiros, a natureza do dinheiro e da dívida pública. Esse conhecimento acidental tornou-se essencial para Hudson: ele se recusou a estudar música em favor do estudo da economia, e Terence McCarthy tornou-se seu mentor e professor espiritual. Hudson lembrou: "Ele descreveu e foi um fluxo de idéias tão bonito e estético que, acredite ou não, entrei na economia, porque era bonito e estético ... E com Terence, devo ter falado todos os dias por uma hora por dia durante 30 anos."

### Treinamento econômico e trabalho para bancos

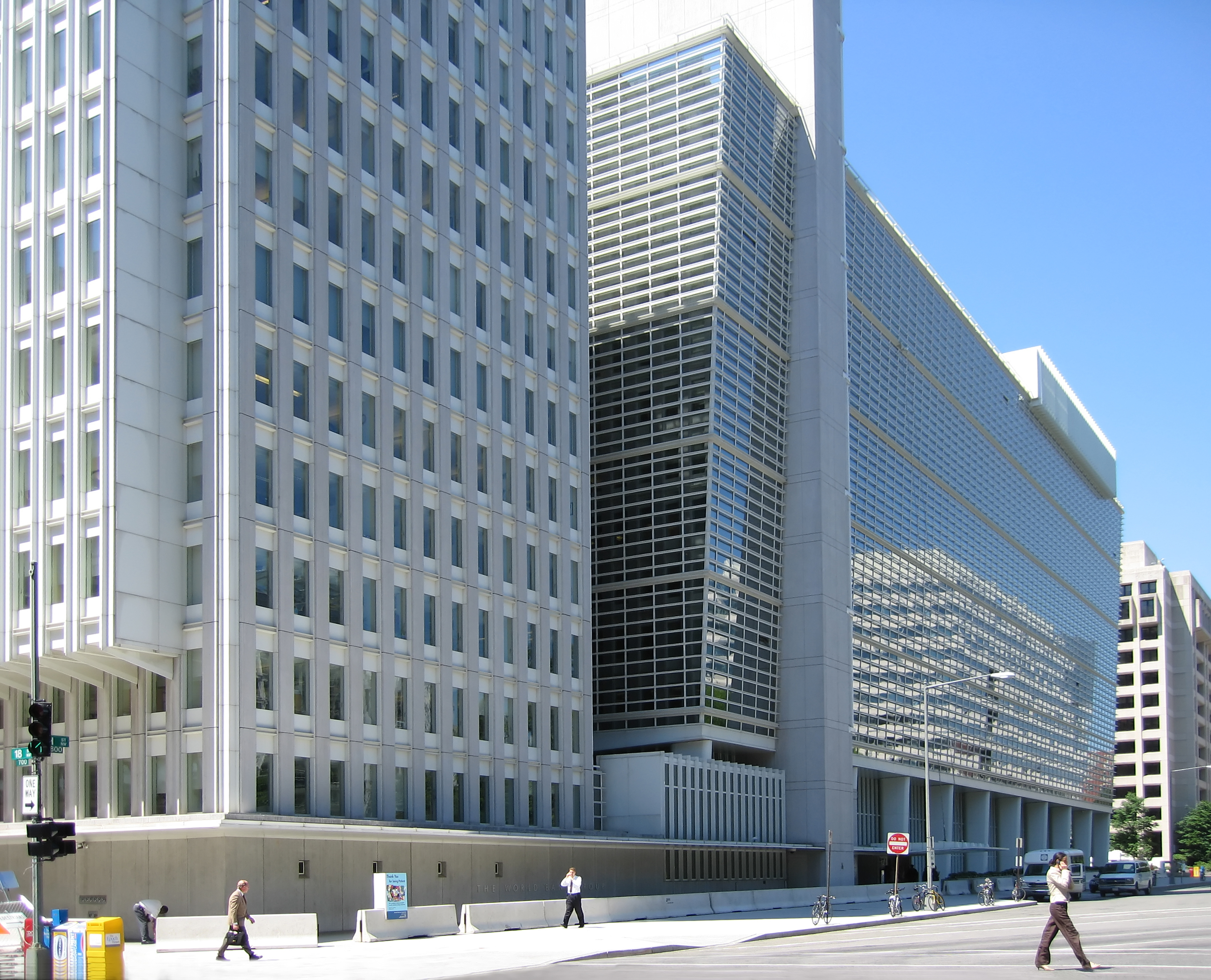
Sede do Banco Mundial em Washington, D.C.

Em 1961, Hudson se matriculou no Departamento de Economia da Universidade de Nova York. Sua tese de mestrado foi dedicada à filosofia de desenvolvimento do Banco Mundial, onde ele dedicou atenção especial à política de crédito no setor agrícola. Muitos anos depois, Hudson reconheceu: "Os assuntos que mais me interessaram, e o foco deste livro, não foram ensinados na Universidade de Nova York, onde me formei em economia." Na verdade, eles não são ensinados em nenhum departamento da universidade: a dinâmica da dívida, e como o padrão de empréstimos bancários aumenta os preços da terra, ou a contabilização da renda nacional e a crescente participação absorvida pela extração de rendas nos setores de Finanças, Seguros e Imobiliário. Uma maneira de aprender a analisar essas questões: trabalhar para os bancos."
Para descobrir como as finanças realmente funcionam, Hudson, em paralelo com o treinamento na Faculdade de Economia, começou a trabalhar em um banco: "Meu primeiro emprego foi tão mundano quanto você poderia imaginar: um economista da Savings Banks Trust Company. existe, foi criada pelos bancos de poupança de Nova York da época (agora também extintos, depois de serem absorvidos, privatizados e esvaziados por banqueiros comerciais). Eles me contrataram para analisar como as economias acumularam juros e foram recicladas para novas Empréstimos hipotecários Meus gráficos desse aumento de poupança foram semelhantes à "Onda" de Hokusai , mas com um pulso acelerado como em um eletrocardiograma, a cada três meses, no dia em que os dividendos trimestrais foram creditados.
Em 1964, Hudson, que acabara de se formar em economia, entrou para o departamento de economia de pesquisa do Chase Manhattan Bank como especialista em balança de pagamentos. Sua tarefa era estabelecer a capacidade de pagamento da Argentina, Brasil e Chile. Com base nos dados sobre suas receitas de exportação e outros pagamentos internacionais, Hudson precisava descobrir que tipo de renda o banco poderia obter com os pagamentos da dívida acumulados por esses países. "Logo descobri", lembrou o cientista, "que os países latino-americanos que analisei tinham tomado emprestado completamente, não havia mais entradas de câmbio disponíveis para extrair juros de novos empréstimos ou emissões de bônus. capitais."
Entre outras tarefas importantes que Hudson realizou no Chase Manhattan, estão uma análise do balanço de pagamentos da indústria petrolífera dos EUA e o rastreamento do dinheiro "sujo" que foi estabelecido nos bancos suíços. De acordo com o cientista, este trabalho deu-lhe uma valiosa experiência na compreensão de como funcionam os bancos e o setor financeiro, além de entender como a contabilidade bancária e a vida real se relacionam. Foi durante o estudo dos fluxos da companhia de petróleo (o estudo foi financiado pelo Chase Manhattan e Socony Oil Company) que Hudson se encontrou com Alan Greenspan (futuro presidente do Conselho de Governadores do Federal Reserve ) que atuou como observador Óleo de Socônio Hudson lembrou que Greenspan já havia pressionado com sucesso os interesses de seus clientes naqueles anos e, no âmbito da investigação, tentou fornecer estimativas aproximadas do mercado dos EUA, com base nas tendências globais: "Sr. Rockefeller , presidente da Chase, Ele me disse para informar ao Sr. Greenspan que, a menos que ele pudesse fornecer figuras especificamente americanas, e / ou ser franco sobre suas suposições, nós teríamos que deixar sua contribuição para fora do estudo ”. 

Logo, Hudson deixou seu emprego no banco para concluir sua tese de doutorado. Sua tese foi dedicada ao pensamento econômico e tecnológico americano no século XIX. Foi defendido com sucesso em 1968 e, em 1975, foi publicado sob o título "Economia e tecnologia no pensamento americano do século XIX: economistas americanos negligenciados"
Em 1968, Hudson juntou-se à importante empresa de auditoria Arthur Andersen , para a qual ele expandiu sua análise dos fluxos de pagamentos para todas as áreas de produção dos EUA. UU Ele descobriu que o déficit dos EUA se manifestava apenas nas forças armadas: "Meus gráficos revelaram que o déficit de pagamentos dos EUA era totalmente militar nos anos 60. O setor privado - comércio exterior e investimento - era exatamente em equilíbrio, ano após ano, e a "ajuda externa" realmente produziu um excedente em dólares (e foi forçado a fazê-lo sob a lei dos EUA). " No entanto, o sistema de contabilidade, que foi usado nos EUA. UU após a guerra, misturou o saldo de pessoas e pagamentos do Estado em um único saldo, o que conseguiu esconder o déficit orçamentário. Hudson pensou em dividir o balanço de pagamentos da EE. UU entre o governo e o setor privado.
Em 1968, Hudson publicou um livreto de 100 páginas intitulado "Uma Análise do Fluxo de Pagamentos Financeiros das Transações Internacionais dos EUA, 1960-1968", no qual ele apontou os problemas no sistema contábil moderno e a necessidade de distinguir entre déficits de estado e pagamentos privados.
Depois que o panfleto apareceu, Hudson foi convidado para falar na escola de pós-graduação da New School em 1969, onde descobriu-se que o corpo docente precisava de alguém para ensinar comércio internacional e finanças, então ele recebeu a oferta de emprego. imediatamente após a conferência. De acordo com Hudson, ele ficou surpreso ao descobrir que o programa da universidade dificilmente tratava dos problemas da dívida, dos fluxos financeiros, da lavagem de dinheiro, etc. A atenção especial que Hudson prestou a essas questões em suas palestras provocou críticas do presidente do Departamento de Economia, Robert Heilbroner, que observou que mesmo os professores marxistas não enfatizam tais questões.

### Analista Independente

Hudson previu a crise de 2008. A queda da média Dow Jones de produção industrial em 2008. A crise levou à falência muitas instituições financeiras nos EUA e na Europa.

Em 1972, Hudson publicou seu primeiro grande livro, "Super imperialismo", no qual mostrou como os Estados Unidos, depois de abandonar a conversão dólar-ouro, criaram uma situação única quando os títulos do Tesouro dos EUA. UU eles se tornaram a única base para as reservas mundiais e os governos estrangeiros não tiveram escolha a não ser financiar o déficit orçamentário dos Estados Unidos e, portanto, seus gastos militares. Após a publicação do livro, Hudson deixou a New School e foi para o "think tank" liderado por Herman Kahn, no Instituto Hudson. Em 1979, tornou-se conselheiro do Instituto das Nações Unidas para Treinamento e Pesquisa ( UNITAR ). Ele escreveu relatórios para o Ministério da Defesa e também atuou como assessor do governo canadense. Seu segundo grande livro, "A Fratura Global: A Nova Ordem Econômica Internacional", foi publicado em 1977. Nele, Hudson argumentou que a superioridade militar dos Estados Unidos levou à divisão do mundo em linhas financeiras.
Depois da reunião no México, onde sua advertência sobre a escravidão por dívidas, na qual os países latino-americanos estavam se envolvendo, provocou uma onda de protestos, ele largou seu emprego no UNITAR e deixou o campo da economia moderna como um todo. . Em vez disso, Hudson decidiu estudar as raízes históricas da dívida, como as dívidas foram formadas na Roma antiga , na Grécia e na Suméria . A reconstrução meticulosa do material espalhado levou a uma conclusão surpreendente: os empréstimos na Velha Suméria foram concedidos não apenas por indivíduos, mas principalmente por templos e palácios. Os credores do Estado estavam interessados no fato de que o equilíbrio da economia não foi violado, portanto, o Estado não permitiu que os cidadãos entrassem em servidão por dívida em relação a outros cidadãos. Hudson logo se tornou um cientista pesquisador do Museu Peabody de Arqueologia e Etnologia da Universidade de Harvard . Com a ajuda de estudiosos de Harvard, Hudson fundou o Instituto para o Estudo do Estabelecimento de Tendências Econômicas de Longo Prazo, e mais tarde tornou-se o fundador do ISCANEE (Congresso Internacional de Acadêmicos sobre Economias do Oriente Próximo Antigo), que organizou série de simpósios inovadores. Ao mesmo tempo, ele continuou trabalhando como consultor financeiro. Em 1989, ele se juntou ao fundo de títulos, Scudder Stevens e Clark.
Em meados da década de 1990, Hudson tornou-se professor de economia na Universidade do Missouri, em Kansas City, e membro do Levy Economics Institute, no Bard College. No início dos anos 2000, emitiu um alerta de que o aumento da inflação e o fortalecimento da servidão por dívida levariam a uma crise. Muito antes, nos anos 80, Hudson pediu a várias editoras que publicassem um livro em que mostrava que o crescimento de uma bolha hipotecária inevitavelmente levava a uma crise, mas os editores se recusaram a publicá-la. Em 2004, Hudson escreveu vários artigos populares para a Harper's Magazine , nos quais descreveu sua visão do problema. Quando a crise eclodiu em 2008, o Financial Times nomeou-o um dos oito economistas que previram a crise. O próprio Hudson argumentou que a gênese da crise era vista por todos, menos pelos economistas de Wall Street.
Atualmente é diretor do Instituto para o Estudo de Tendências Econômicas de Longo Prazo (ISLET) e o Distinto Professor de Pesquisa Econômica da Universidade de Missouri, Kansas City, escreve ativamente livros e comentários na imprensa. Ele é um colaborador do The Hudson Report, um podcast semanal de notícias econômicas e financeiras produzido pela Left Out.

## Contribuições Científicas

### O problema dos empréstimos externos
Hudson dedicou seus primeiros trabalhos ao problema das reservas de ouro e divisas estrangeiras e à dívida econômica externa dos Estados Unidos, assunto que seu mentor Terence McCarthy havia discutido em detalhes anteriormente. Em seu primeiro artigo, "Golden Sieve", Hudson recorreu a uma análise das conseqüências econômicas desastrosas da Guerra do Vietnã. Ao mesmo tempo, ele chamou a atenção para o fato de que, mesmo sem guerra, a economia dos EUA. UU chegou muito em breve a um ponto crítico: o bem-estar dos Estados Unidos nos anos do pós-guerra foi em muitos casos provido de um "travesseiro de ouro", que se acumulou durante os anos e guerras entre guerras (desde 1934, quando os governos Os hitlerianos começaram a comprar títulos do governo dos EUA, transferindo suas reservas de ouro e moeda para os bancos dos EUA, e desde 1934, as reservas de ouro e de moeda dos EUA aumentaram de US $ 7,4 bilhões para US $ 20,1 bilhões em 1945 ). No entanto, após a criação do sistema de Bretton Woods , pelo qual um Fundo Monetário Internacional foi criado, bem como um fundo de ouro que garantiu que o dólar era tão bom quanto o ouro, o capital começou a deixar o país e mudou-se para a Europa. Os gastos militares representaram uma grande parte do déficit orçamentário dos EUA. UU., Que tentou em vão evitar um maior crescimento do défice: por um lado, limitando em todos os aspectos o fluxo de ouro, por outro lado, não permitindo que os bancos centrais estrangeiros recebam ouro por dólares. Muito em breve, tal política atraiu banqueiros europeus que a consideravam hipócrita, mas eles não podiam fazer nada porque temiam derrubar o dólar e assim privar seus produtores de competitividade nos mercados dos EUA.
Em seu trabalho, "Uma Análise do Fluxo de Pagamentos Financeiros de Transações Internacionais nos EUA, 1960-1968", Hudson mostrou que as estatísticas de exportação dos EUA. UU eles incluem erroneamente uma classe de propriedade cuja transferência para o exterior não envolve o pagamento de residentes de uma nação a qualquer tempo aos de outra e que, por essa razão, não são de fato transações internacionais. Os principais desta classe de produtos são as transferências de partes e componentes de aeronaves pelas companhias aéreas internacionais para seus terminais aéreos no exterior e a instalação em seus aviões. Essas transferências foram levadas ao país anfitrião sob fiança e, portanto, foram excluídas de suas estatísticas de importação. Ao mesmo tempo, seu valor foi incluído nas estatísticas de exportação dos EUA. UU como crédito. Por outro lado, o setor governamental tem tido um déficit considerável em termos de fluxo de pagamentos durante 1960-1968, principalmente como resultado de suas operações militares, mas o sistema de contas existente significava que os fluxos mistos de governos e privados não Eles mostrarão o problema existente e a fonte do déficit também. Em sua monografia, Hudson tentou dividir a balança de pagamentos dos Estados Unidos entre o governo e o setor privado.
Em 1972, Hudson publicou seu primeiro livro, "Superimperialismo", que traçou a história da formação do imperialismo dos EUA após o fim da Primeira Guerra Mundial . Na interpretação de Hudson, o "superimperialismo" é uma fase do imperialismo em que o Estado não favorece os interesses de nenhum grupo, mas visa inteiramente e inteiramente a imperialização da tomada de outros estados. Hudson, continuando com a posição descrita em "Uma Análise do Fluxo de Pagamentos Financeiros das Transações Internacionais dos EUA, 1960-1968", enfatizou que o sistema de ajuda formado após o fim da Segunda Guerra Mundial foi convocado para resolver o problema da economia americana. Toda a política externa dos EUA UU (Incluindo dívidas) foi destinado a restringir o desenvolvimento econômico dos países do terceiro mundo nos setores da economia em que os Estados Unidos temiam o surgimento da concorrência. Ao mesmo tempo, os Estados Unidos impuseram ativamente políticas de livre comércio nos países em desenvolvimento, em outras palavras, uma política inversa àquela que levou seu país à prosperidade.
Após o cancelamento da conversão do dólar de ouro, EE. UU bancos centrais estrangeiros forçados a comprar títulos do Tesouro dos EUA. UU que são usados para financiar o déficit federal e grandes exércitos. Em troca de fornecer um excedente líquido de ativos, commodities, financiamento de dívida, bens e serviços, os países estrangeiros são "obrigados" a manter uma quantidade igual de títulos do Tesouro dos EUA. Isso leva os EUA UU., as taxas de juros caem, o que reduz a taxa de variação do dólar.
Hudson acredita que os bancos centrais estrangeiros compram títulos do Tesouro como um esforço legítimo para estabilizar as taxas de câmbio, em vez de "manipulação" da moeda. Os bancos centrais estrangeiros poderiam vender o excesso de dólares no mercado de câmbio, que apreciaria sua moeda, mas é um dilema porque reduz sua capacidade de continuar com um superávit comercial, embora também aumente seu poder de compra. Ele acredita que o "crédito de teclado" e as saídas de caixa em troca de ativos estrangeiros sem um futuro meio para os EUA. Para pagar os títulos do Tesouro e um valor decrescente do dólar é semelhante à conquista militar. Ele acredita que os países com "superávits" no balanço de pagamentos têm o direito de estabilizar as taxas de câmbio e esperar o pagamento dos empréstimos resultantes, mesmo que a indústria se mova dos EUA. UU às nações credoras.
Afirma que o Consenso de Washington encorajou o FMI e o Banco Mundial a impor austeridades às quais os Estados Unidos não estão expostos (graças à dominação do dólar) que sujeitam outros países a comércio desleal que esgota os recursos naturais e privatiza a infraestrutura. , que usam técnicas de financiamento parasitas (incluindo isenções fiscais ao estilo ocidental) para extrair a quantidade máxima de excedente do país em vez de fornecer um serviço competitivo.

### Dívida no antigo Oriente Próximo

Difusão da metalurgia na Europa e Anatólia na Idade do Bronze

No final dos anos 80, Hudson deixou o campo da economia moderna e começou a explorar a história da dívida. Ele descobriu que os primeiros credores importantes eram os templos e palácios da Mesopotâmia da Idade do Bronze, e não indivíduos particulares que agiam por conta própria. A taxa de juros em cada região não se baseava na produtividade, mas foi estabelecida apenas para simplificar o cálculo no sistema local de aritmética fracionária: 1/60 por mês na Mesopotâmia e 1/10 por ano para a Grécia e 1/12 para Roma.
A estabilidade do Estado dependia, em grande medida, do número de pessoas livres e dependentes, de modo que as restrições existentes impediam o aparecimento da dependência da dívida pessoal. As proclamações dos Estados Limpos tinham o propósito de melhorar a economia. "No início dos anos 90, tentei escrever meu próprio resumo, mas não consegui convencer os editores de que a tradição do Oriente Próximo de cancelar a dívida bíblica estava firmemente estabelecida." Há duas décadas, historiadores econômicos e até mesmo muitos estudiosos da Bíblia pensavam que O Ano do Jubileu era apenas uma criação literária, uma fuga utópica da realidade prática. Encontrei uma parede de dissonância cognitiva com o pensamento de que a prática era atestada nas proclamações cada vez mais detalhadas do Estado Limpo.
Segundo Hudson, em vez de uma dívida sagrada, o que era sagrado era o cancelamento regular das dívidas agrárias e a libertação dos servos para preservar o equilíbrio social. Essas anistias não eram desestabilizadoras, mas essenciais para preservar a estabilidade social e econômica.

### Dívidas internas e deflação da economia

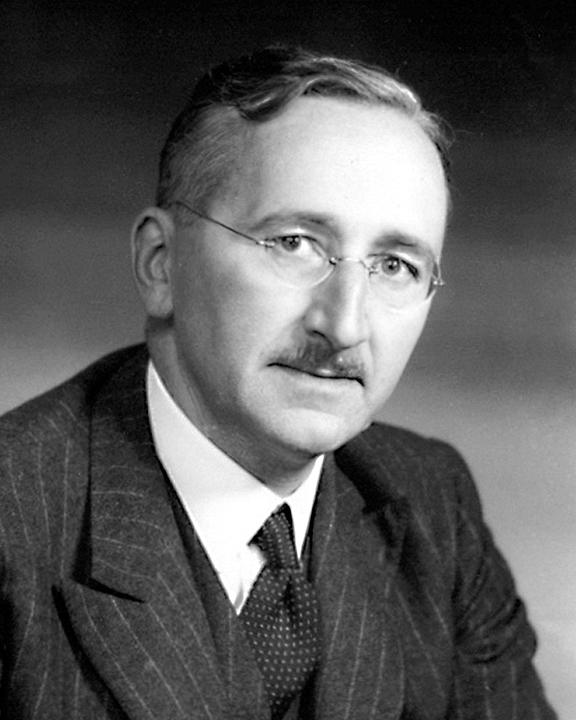
O Nobel de economia Friedrich Hayek é um dos economistas da Escola de Chicago que Hudson se opõe.

Desde o início da década de 2000, Hudson tem dado especial atenção aos problemas de inflacionar o capital fictício, o que envolve a retirada de fundos da economia real e leva à deflação da dívida. Afirma que as finanças foram fundamentais para orientar a política em direção à redução da capacidade produtiva dos Estados Unidos e da Europa, mesmo quando os Estados Unidos e a Europa se beneficiam de métodos financeiros que usam técnicas similares e estendidas para prejudicar o Chile, a Rússia, Letônia e Hungria. Hudson diz que as finanças parasíticas analisam a indústria e o trabalho para determinar quanta riqueza podem extrair de taxas, juros e benefícios fiscais, em vez de fornecer o capital necessário para aumentar a produção e a eficiência. Ele afirma que a "mágica dos juros compostos" resulta em um aumento na dívida que, eventualmente, extrai mais riqueza do que a produção e o trabalho podem pagar. Em vez de extrair impostos dos "rentistas" para reduzir o custo de mão-de-obra e ativos e usar as receitas fiscais para melhorar a infraestrutura para aumentar a eficiência produtiva, declara que o sistema tributário dos EUA, o banco resgata e flexibiliza sacrifício quantitativo trabalho e indústria para o benefício do setor financeiro.
De acordo com Hudson, banqueiros e rentistas já em 1880 começaram a procurar maneiras de racionalizar finanças, imóveis e monopólios sem impostos e desregulamentação. Eles tiveram sucesso na década de 1980 com o estabelecimento de um consenso neoliberal de Washington que afirma que "todos valem o que recebem", então não há justificativa para o imposto.
Hudson enfatiza que a vitória global da política neoliberal está intimamente relacionada ao seu apoio educacional em todas as principais universidades. É revelador que um dos primeiros atos dos Chicago Boys no Chile, após a junta militar derrubar o governo de Allende em 1973, foi fechar todos os departamentos econômicos do país fora da Universidade Católica, que era um bastião monetarista. da Universidade de Chicago. Então, o conselho fechou todos os departamentos de ciências sociais e demitiu, exilou ou assassinou críticos de sua ideologia no programa terrorista Proyecto Condor, travado em toda a América Latina e que se estendeu a assassinatos políticos nos próprios Estados Unidos. O que os garotos de Chicago reconhecem é que a ideologia do livre mercado exige controle totalitário do sistema escolar e universitário, o controle totalitário da imprensa e o controle da polícia em que a resistência intelectual sobrevive, da mão do governo às do governo. Banqueiros e outras instituições financeiras. Hudson diz: "A ideologia do livre mercado termina como um duplo pensamento político para contrabalançar qualquer liberdade de pensamento, seu notável sucesso nos Estados Unidos e em outros lugares foi alcançado pela exclusão da história do pensamento econômico e da história econômica do currículo econômico."

## Obra
Hudson é autor de vários livros.
- Super Imperialism: The Economic Strategy of American Empire,[4][6] (1972) was the first book to describe the global free ride for America after it went off the gold standard in 1971, putting the world onto a paper U.S. Treasury-bill standard. Obliging foreign central banks to keep their monetary reserves in Treasury bonds forced them to finance U.S. military spending abroad, which was responsible for the U.S. balance-of-payments deficit at that time. See exorbitant privilege for more discussion of reserve currency status, and super-imperialism for history and use of the term.
- Global Fracture: The New International Economic order,[7] a sequel to Super Imperialism, forecast the division of the world into regional trade and currency blocs.
- Trade, Development and Foreign Debt, Volume I, International Trade: A History of Theories of Polarisation and Convergence in the International Economy[8] (1992)
- Trade, Development and Foreign Debt,Volume II, International Finance: A History of Theories of Polarisation and Convergence in the International Economy[9] (1992)
- Urbanization and Land Ownership in the Ancient Near East; Edited by Michael Hudson and Baruch A. Levine,[10] (1999) with an introduction by Michael Hudson, Volume II in a series sponsored by the Institute for the Study of Long-term Economic Trends and the International Scholars Conference on Ancient Near East Economies: A Colloquium Held at New York University, November 1996, and The Oriental Institute, St. Petersburg, Russia, May 1997; published by Peabody Museum of Archaeology and Ethnology
- Super Imperialism Walter E. Williams New Edition: The Origin and Fundamentals of U.S. World Dominance,[11] (2003) - a new and completely revised edition of "Super Imperialism", describes the genesis of America's political and financial domination.
- Global Fracture: The New International Economic order, Second Edition,[12] - a new and updated edition that explores how and why the US came to achieve world economic hegemony.
- America's Protectionist Takeoff, 1815-1914: The Neglected American School of Political Economy,[13] (2010) - enlarged, revised and updated version of Economics and Technology in 19th-Century American Thought - The Neglected American Economists.
- The Bubble and Beyond,[14] (2012) explains how a corrosive bubble economy is replacing industrial capitalism, via debt-financed, asset price inflation.  Hudson says this intended to increase balance-sheet net worth, benefiting a select few while spreading risk among the general population.
- Killing the Host,[15] (2015) continues Hudson's discussion of how finance, insurance, and real estate (the FIRE sector) have gained control of the global economy at the expense of industrial capitalism and governments.
- J is For Junk Economics: A Guide to Reality in an Age of Deception,[16] (2017) is an A-to-Z guide that explains how the world economy really works – and who are the winners and losers.
- The Destiny of Civilization: Finance Capitalism, Industrial Capitalism or Socialism (2022)